# 加雷思·基恩
加雷思·基恩（英語：Gareth Kean，1991年10月5日—），新西兰男子游泳运动员。他曾代表新西兰参加2010年英联邦运动会游泳比赛，获得一枚银牌。他也曾参加2012年夏季奥林匹克运动会。